# لوك شرقي
لوك شرقي، هو مغني فرنسي من يهود الجزائر ولد سنة 1933 في جيجل شرق الجزائر العاصمة ويغني الأغنية الأندلسية التي كان يؤديها العرب واليهود على حد سواء هاجر إلى فرنسا بعد استقلال الجزائر.